# Bé Bocareli
Roberto Bocareli Silva (becenevén: Bé Bocareli; Campina Grande, 1942. október 26. – ) brazil labdarúgó, csatár.

## Pályafutása

### Klubcsapatokban
Bé Bocareli 1942. október 26-án született a brazíliai Campina Grande városában. Brazíliában a Treze és a Recife csapataiban futballozott, mielőtt a Santos játékosa lett. A Santosban Pelé csapattársa volt, azonban kevés játéklehetőséget kapott a posztján futballozó Coutinho és Pagão mögött. A portugál Sporting csapatához azután szerződött, mikor a Santos 1962 októberében megnyerte az Interkontinentális kupát. Bé Bocareli 1962 és 1965 között futballozott a Sporting csapatában, a klubbal 1964-ben kupagyőztesek Európa-kupáját nyert; a Sporting kupamenetelése során három alkalommal lépett pályára és egy gólt szerzett (az Atalanta ellen). A Belgiumban rendezett MTK elleni döntő első mérkőzését végigjátszotta. A Sportingtól való távozása után visszatért Brazíliába, ahol az América csapatában futballozott.

## Sikerei, díjai

### Játékosként
- Sporting CP
  - Kupagyőztesek Európa-kupája: 1963–64